# Asam Jawa
Asam Jawa is een bestuurslaag in het regentschap Labuhan Batu Selatan van de provincie Noord-Sumatra, Indonesië. Asam Jawa telt 15.318 inwoners (volkstelling 2010).